# 星恭博
星 恭博（ほし やすひろ、1969年11月29日 - ）は、名古屋テレビ放送（メ〜テレ）の社員で営業局・三重支社長。元アナウンサー、元アナウンス部部長。宮城県仙台市出身。血液型O型。宮城県仙台第一高等学校、横浜国立大学卒業。

## 来歴
大学卒業後、1992年4月に名古屋テレビに入社。朝夕の帯番組を担当することが多く、これまでにも『コケコッコー』や『TRYあんぐる』、『特選朝いち どですか!』など担当した。また、バラエティ番組のナレーションを担当することも多い。2005年4月よりは夕方の帯番組『UP! → アップ!』を担当していたが2020年7月31日、15年4か月務めていた同番組のレギュラー（メインキャスター）卒業を発表した。
2023年3月10日ブログでアナウンサー兼任を3月末で終え、4月からアナウンス部長職に専念する事をブログで発表した。。
2023年9月29日放送の『UP! → アップ!』最終回において、同年7月から営業局・三重支社長を務めていることが公表された。

## 過去の担当番組
- コケコッコー
- 楽天GIGランド
- 花のヨシモト金シャチTV
- 吉本御前様パーティ（ナレーター）
- ドラゴンズ倶楽部
- だっちゅーに! （ナレーター）
- 恋のカリスゲーマー（ナレーター）
- TRYあんぐる
- 特選朝いち どですか!
- 一気に8時間!生ナヤゴビレテ・スペシャル
- メ〜テレワイド ウルたま（ナレーター）
- とれたてVOICE （ナレーター）
- ワールドプロレスリング
- アナ誕! （ナレーター）
- START UP!
- UP! → アップ!（不定期コメンテーター）（開始 - 2020年7月31日迄はメインキャスター）
- メ〜テレNEWS（不定期）